# Héctor González Garzón
Héctor González Garzón (7 giugno 1937 – 23 agosto 2015) è stato un calciatore colombiano, di ruolo attaccante.

## Carriera
Prese parte con la Nazionale colombiana ai Mondiali del 1962.